# Dil Maya Karki
Dil Maya Karki (* 5. August 1988) ist eine ehemalige nepalesische Leichtathletin, die sich auf den Sprint spezialisiert hat.

## Sportliche Laufbahn
Erste internationale Erfahrungen sammelte Dil Maya Karki im Jahr 2013, als sie bei den Asienmeisterschaften in Pune im 200-Meter-Lauf mit 27,57 s in der ersten Runde ausschied und auch über 400 Meter mit 61,63 s im Vorlauf scheiterte. Im Jahr darauf nahm sie über beide Distanzen an den Asienspielen im südkoreanischen Incheon teil und verpasste dort über 200 Meter mit 27,03 s den Halbfinaleinzug und schied auch im 400-Meter-Lauf mit 60,30 s in der Vorrunde aus. 2015 vertrat sie ihr Land über 400 Meter bei den Weltmeisterschaften in Peking, bei denen sie mit 60,99 s im Vorlauf ausschied. 2016 belegte sie bei den Südasienspielen in Guwahati in 59,9 s den fünften Platz im Einzelbewerb und erreichte auch mit der nepalesischen 4-mal-400-Meter-Staffel in 4:08,20 min Rang fünf. Anschließend beendete sie ihre Karriere als Leichtathletin im Alter von 27 Jahren.

## Persönliche Bestleistungen
- 100 Meter: 27,03 s (+1,2 m/s), 30. September 2014 in Incheon
- 400 Meter: 59,9 s, 10. Februar 2016 in Guwahati